# Universidade de Macau
A Universidade de Macau (UM) (chinês tradicional: 澳門大學), anteriormente designada Universidade da Ásia Oriental, foi criada em Março de 1981, sendo a primeira e a mais antiga universidade ainda existente em Macau. Actualmente, a UM conta com mais 10 mil estudantes. No entanto, este não foi o primeiro estabelecimento universitário no território já que o Colégio de São Paulo, fundado pela Companhia de Jesus no século XVI e do qual hoje em dia já só restam as famosas Ruínas de São Paulo, símbolo de Macau, foi o primeiro estabelecimento universitário de matriz ocidental na Ásia. No entanto esse colégio, também na altura conhecido como "Universidade de Macau", foi encerrado na altura da expulsão da Companhia de Jesus de Portugal por Marquês de Pombal.
A UM foi o primeiro estabelecimento de ensino superior local a receber a Medalha de Mérito Educativo, atribuído pelo Governo da Região Administrativa Especial de Macau.
No ano lectivo de 2019/2020, a Universidade ministrou um total de 120 cursos de doutoramento, mestrado, licenciatura e pós-licenciatura, contando, este ano, com 652  docentes e 10.414 estudantes matriculados em cursos de nível superior. Os alunos da UM podem escolher de entre mais de 150 instituições de todo o mundo para realizarem intercâmbio. 
A UM encontra-se no 193º lugar segundo o Times Higher Education (THE) World University Rankings. Posiciona-se no 26º no THE Young University Rankings; no 14º no THE Asia University Rankings; e no 1º lugar segundo a Associação das Universidades de Língua Portuguesa. No Quacquarelli Symonds (QS) World University Rankings, está classificada na 245ª posição. No Best Global Universities Rankings da U.S. News & World Report, está classificada na 262.ª posição. Encontra-se classificada entre os melhores 1% pelo Essential Science Indicators (ESI) em 14 áreas, nomeadamente, Engenharia, Ciência dos Materiais, Ciências da Computação, Química, Farmacologia e Toxicologia, Medicina Interna, Psiquiatria/Psicologia, Biologia e Bioquímica, Ciências Sociais Gerais, Biologia Molecular e Genética, Ciência Agrícola, Economia e Gestão, Ambiente/Ecologia, e Matemática. 

## Emblema da Universidade
O emblema da Universidade de Macau (UM) apresenta uma crista de cinco torres rodeada por círculos de ouro e o nome da universidade em chinês e em português. A chave sobre o livro representa a chave para o conhecimento, e as ondas representam a universidade localizada na sua ilha no Mar do Sul da China. A ponte liga as culturas Oriental e Ocidental. Na fita está inscrita uma divisa chinesa, enumerando as cinco virtudes de um académico ideal: humanidade, integridade, propriedade, sabedoria e sinceridade. As cores são o vermelho para a esperança, o azul para a alegia do bem-estar, e o ouro para o avanço da humanidade.

## Faculdades
A UM dá grande atenção à educação e aos seus alunos, mas ainda não conseguiu cobrir todos os ramos principais do saber: áreas como a medicina ocidental, a arquitectura, a filosofia, entre muitas outras, não são ainda objecto de faculdades próprias. Actualmente, existem as seguintes faculdades e institutos:
- Faculdade de Gestão de Empresas
- Faculdade de Letras
- Faculdade de Ciências da Educação
- Faculdade de Ciências da Saúde
- Faculdade de Direito
- Faculdade de Ciências Sociais
- Faculdade de Ciências e Tecnologia
- Instituto de Ciências Médicas Chinesas
- Instituto de Física Aplicada e Engenharia de Materiais
- Instituto de Microelectrónica
- Instituto de Inovação Colaborativa

## Colégios Residenciais
Tendo como referência a experiência das Universidades de Cambridge, de Oxford, de Harvard e de outras universidades de ponta, a UM implementou o sistema de colégios residenciais para proporcionar aos seus estudantes uma educação holística.
- Colégio Cheng Yu Tung
- Colégio Choi Kai Yau
- Colégio Lui Che Woo
- Colégio Memorial Moon Chun
- Colégio Stanley Ho da Ásia Oriental
- Colégio Chao Kuang Piu
- Colégio Cheong Kun Lun
- Colégio Henry Fok Jubileu de Pérola
- Colégio Ma Man Kei e Lo Pak Sam
- Colégio Shiu Pong

## Investigação
Em áreas tais como Engenharia, Farmacologia e Toxicologia, Ciências da Computação, Medicina Clínica e Ciências Sociais em geral, a UM encontra-se classificada entre os melhores 1% pelo Essential Sciences Indicators (ESI). 

### Laboratórios de Referência do Estado
Esta Universidade criou ainda três Laboratórios de Referência do Estado, incluindo áreas de Microelectrónica, Medicina Tradicional Chinesa e Internet de Coisas da Cidade Inteligente. De entre eles, o Laboratório de Referência do Estado de Internet das Coisas da Cidade Inteligente foi aprovado em 2018, dedicando-se à promoção da criação da cidade inteligente em Macau. 

## Campus

Biblioteca Wu Yee Sun da UM

O campus da UM está localizado no leste da ilha de Hengqin, na província de Guangdong, num terreno arrendado ao governo da Região Administrativa Especial de Macau (RAEM) e que está sob a jurisdição da mesma. Este arranjo inovador no âmbito do princípio de “Um País, Dois Sistemas” reflecte o grande apoio dos governos central e da RAEM para o desenvolvimento do ensino superior em Macau. 
Separado da Taipa por um rio, com belas vistas da exuberante Montanha de Hengqin, o campus ocupa um terreno de 1,09 km2, sendo composto por uma área de construção de 820.000 m2 e por mais de 60 edifícios. Pode-se entrar e sair do campus convenientemente através do túnel subaquático.

### Biblioteca Wu Yee Sun da UM
A Biblioteca Wu Yee Sun da UM tem uma área de 32.000 metros quadrados. Ele tem a capacidade de armazenar um milhão de cópias de livros. 

### Base de Investigação Científica
Com uma área bruta de construção de 123.860 metros quadrados, a Base de Investigação Científica tem quatro edifícios de laboratório, que estão focados principalmente na medicina chinesa, electrónica e tecnologia da informação, física aplicada e engenharia de materiais, protecção de energia e ambiental e ciências da saúde.

## Reitores
- HSUEH Shou Sheng (1987 – 1991 & 1981 – 1986)
- LIN Ta Kuang (1986 – 1987)
- LI Tianqing (1991 – 1994)
- Mário Nascimento FERREIRA (1994 – 1997)
- ZHOU Ligao (1997 – 1999)
- IU Vai Pan (1999 – 2008)
- Wei ZHAO (2008 – 2018)
- Yonghua Song (2019 - )

## Línguas de ensino
Um factor importante a ter em conta é o facto de que Macau, devido à sua História muito longa e em especial à presença e administração portuguesa desde o século XVI até 1999, é um espaço multicultural. Esta situação não podia deixar de se reflectir no ensino. Assim, são usadas várias línguas no ensino, como por exemplo o chinês, o português e o inglês, mas nem todas as faculdades usam-nas todas. 
Assim por exemplo, a Faculdade de Gestão sempre funcionou exclusivamente em inglês. Já a Faculdade de Direito, por seu lado, tem uma história mais complexa visto que iniciou os seus trabalhos com o lançamento de cursos de licenciatura em português em 1988, tendo iniciado em 1996 cursos em chinês e recentemente cursos de mestrado em inglês. Com a criação desta faculdade de grande importância, a formação jurídica em Macau passou a ser assegurada essencialmente por esta universidade, nas várias línguas referidas anteriormente, contribuindo muito para a formação de profissionais na área do Direito e consequentemente para a "localização" do sistema jurídico de Macau. 
Deve notar-se que, dependendo das faculdades e dos cursos, o chinês oral usado é umas vezes o cantonês (a língua oficial de Macau) e outras vezes o mandarim (a língua oficial da República Popular da China). O português usado é o de Portugal e não o do Brasil. 

## Cronologia da UM
| Ano  | Acontecimento |
| ---- | --- |
| 1981 | Foi fundada a Universidade da Asia Oriental (UAO), a predecessora da Universidade de Macau (UM) |
| 1984 | O primeiro grupo de estudantes licenciou-se e foram outorgados pela primeira vez graus de doutor honoris causa |
| 1988 | O governo local adquiriu a UAO |
| 1990 | Os cursos de licenciatura passaram de um modelo com a duração de três anos a um modelo de 4 anos |
| 1997 | Os cursos de licenciatura e de mestrado obtiveram o reconhecimento pelo Ministério da Educação de Portugal |
| 1999 | A UM recebeu a sua primeira patente de investigação |
| 1999 | A UM admitiu o primeiro grupo de estudantes de licenciatura através do Esquema de Admissão Directa Recomendada |
| 2001 | A UM reestruturou o seu Conselho da Universidade e procedeu a revisão dos seus Estatutos, numa tentativa de implementar gradualmente um modelo de governança internacional                                                                                               |
| 2006 | A Assembleia Legislativa da RAEM aprovou o Regime Jurídico da Universidade de Macau e o Chefe do Executivo da RAEM promulgou os novos Estatutos da Universidade de Macau, segundo os quais o Conselho da Universidade é o mais importante órgão colegial da universidade |
| 2009 | O Comité Permanente do Congresso Nacional Popular aprovou um projecto de lei relativo ao novo campus na Ilha de Hengqin, Guangdong |
| 2009 | Foi criada a Fundação para o Desenvolvimento da Universidade de Macau |
| 2010 | Foram criados dois colégios residenciais, nomeadamente o Colégio da Asia Oriental e o Colégio do Jubileu de Pérola |
| 2011 | Foram inaugurados o Laboratório Estatal de Referência de Sinal Analógico e Misto VLSI e o Laboratório Estatal de Referência de Pesquisa de Qualidade em Medicina Chinesa                                                                                                 |
| 2013 | Em 20 de Julho, o novo campus passou a estar oficialmente sob a jurisdição da RAEM |
| 2014 | UM concluiu com êxito a mudança para o novo campus. |
| 2016 | A UM foi galardoada com a Medalha de Mérito Educativo, atribuída pelo Governo da Região Administrativa Especial de Macau, tornando-se assim no primeiro estabelecimento de ensino superior local a receber esta honra                                                    |

## Legislação aplicável
A Universidade de Macau regula-se pela Lei n.º 1/2006, de 13 de Março, pela Ordem Executiva n.º 14/2006, de 24 de Abril, e legislação complementar.